# Na Pacifiku god. 2255.
Na Pacifiku god. 2255.: metagenetički roman u četiri knjige prvi je znanstvenofantastični roman u hrvatskoj književnosti. Napisao ga je poznati hrvatski povjesničar i albanolog Milan Šufflay 1924. godine. Objavljivan je izvorno u nastavcima u zagrebačkom Obzoru pod pseudonimom Eamon O'Leigh; riječ je bila o Šufflayevu vlastitu prijevodu s njemačkoga jezika, na kojem je roman izvorno napisan, s ciljem objavljivanja na njemačkom tržištu. Tiskarskom greškom, zadnji nastavci su ispremiješani i čak pomiješani s drugim novinskim tekstovima. Roman je prvi put u knjizi objavljen tek 1998. godine, kada ga je – rekonstruirajući zadnja poglavlja uz pomoć njemačkog rukopisa – za tisak kritički priredio publicist Nikica Mihaljević.

## Izdanja
- Obzor, Zagreb, brojevi 110-205, od 23. travnja do 1. kolovoza 1924.
- Na Pacifiku god. 2255.: metagenetički roman u četiri knjige, Prosvjeta, Zagreb 1998.